# Phineas C. Lounsbury

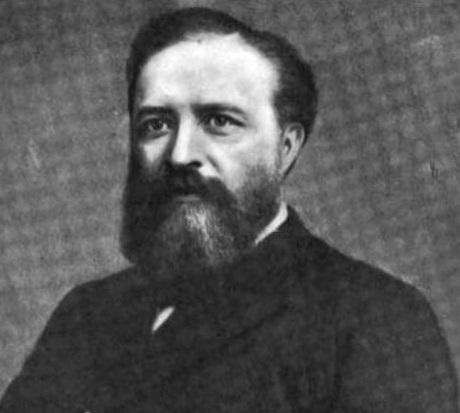
Phineas C. Lounsbury, 1905

Phineas Chapman Lounsbury (* 10. Januar 1841 in Ridgefield, Connecticut; † 22. Juni 1925 ebenda) war ein US-amerikanischer Politiker und von 1887 bis 1889 Gouverneur des US-Bundesstaates Connecticut. Er war Mitglied der Republikanischen Partei.

## Frühe Jahre und politischer Aufstieg
Phineas Lounsbury erhielt nur eine rudimentäre Bildung, brachte es aber später weit in der Geschäftswelt. So tat er sich mit seinen Brüdern zusammen und gründete die Lounsbury Brothers Inc., eine Schuhfabrik. Er war auch Miteigentümer einer anderen Schuhfabrik, der Lounsbury, Matthewson and Company. Er entschied sich 1874 eine politische Laufbahn einzuschlagen. Er kandidierte für einen Sitz im Repräsentantenhaus von Connecticut, wo er nach erfolgreicher Wahl bis 1876 verblieb.

## Gouverneur von Connecticut
Lounsbury gewann 1886 die Gouverneursnominierung der Republikaner und wurde dann später durch einen Legislativbeschluss zum Gouverneur von Connecticut gewählt. Während seiner Amtszeit befürwortete und unterzeichnete er den Incorrigible Criminal Act. Ferner trat er auch für die Schaffung einer 60-Stunden-Woche für Frauen und Kinder unter 16 Jahren ein. Lounsbury entschied sich, nicht noch einmal für das Amt des Gouverneurs von Connecticut zu kandidieren, und zog sich aus dem öffentlichen Dienst zurück.

## Weiterer Lebenslauf
Er kehrte zu seiner Tätigkeit in seinem Geschäftsunternehmen zurück. Ferner war er auch Präsident der Connecticut Merchants Exchange National Bank. Sein Bruder George Edward Lounsbury war zwischen 1899 und 1901 ebenfalls Gouverneur von Connecticut.
Phineas C. Lounsbury verstarb am 22. Juni 1925 und wurde auf dem Ridgefield Cemetery in Ridgefield, Connecticut beigesetzt. Er war mit Jennie Wright verheiratet.